# Tears Are Not Enough
Tears Are Not Enough è un brano musicale del 1985, scritto da David Foster, Jim Vallance, Bryan Adams, Rachel Paiement, Paul Hyde e Bob Rock, e inciso a scopo benefico dai Northern Lights, un supergruppo canadese di celebrità della musica pop, riunitesi secondo il modello della Band Aid di Do They Know It's Christmas?. Il progetto serviva per raccogliere fondi per risollevare la popolazione etiope dalla Carestia che colpì il paese in quegli anni. È stato uno di una serie di tali singoli dei supergruppi registrati tra dicembre 1984 e aprile 1985, insieme ai Band Aid con "Do They Know It's Christmas?" nel Regno Unito, agli USA for Africa con "We Are the World" negli Stati Uniti e "Cantare cantaras" da un supergruppo di cantanti latinoamericani e spagnoli.
Il progetto è stato organizzato da Bruce Allen, che ha riunito un folto gruppo di artisti per registrare una canzone scritta da David Foster, Jim Vallance, Bryan Adams, Rachel Paiement, Paul Hyde e Bob rock. Foster e Vallance hanno scritto la musica e i testi iniziali, Adams ha completato i testi in inglese, Paiement ha scritto un versetto in francese, Hyde e Rock hanno contribuito al titolo della canzone. Il brano è stato registrato il 10 febbraio 1985 presso gli "Manta Sound studios" di Toronto.
La canzone è stata pubblicata come singolo dalla CBS Records nel marzo dello stesso anno, ed ha raggiunto rapidamente il numero uno della Canadian Top 40. È anche finita # 1 delle classifiche di fine anno canadese per il 1985. Il video della canzone ha ricevuto anche dei vasti passaggi radio su MuchMusic.
Il 22 dicembre del 1985, la CBC Television ha trasmesso un documentario di 90 minuti sulla creazione del brano, che è stato successivamente distribuito su videocassetta. Un giornalista della CBC, Brian Stewart, fu il primo giornalista occidentale a portare all'attenzione di tutto il mondo la carestia dell'Etiopia.
Nel 1990, il progetto ha raccolto 3,2 milioni di dollari per i progetti di aiuto per la carestia in Africa. Il dieci per cento dei fondi raccolti sono stati tenuti in Canada per assistere i canadesi con i banchi alimentari.

## Artisti

### Cantanti solisti (in ordine)
- Gordon Lightfoot
- Burton Cummings
- Anne Murray
- Joni Mitchell
- Dan Hill
- Neil Young
- Bryan Adams
- Corey Hart
- Bruce Cockburn
- Liberty Silver
- Geddy Lee (Rush)
- Mike Reno (Loverboy)

### Sentito in duo o trio
- Mike Reno (Loverboy) con Liberty Silver
- Carroll Baker, Ronnie Hawkins e Murray McLauchlan
- Véronique Béliveau, Robert Charlebois e Claude Dubois
- Bryan Adams con Don Gerrard
- (Alfie) Zappacosta con (Lisa) Dalbello
- Carole Pope (Rough Trade) e Paul Hyde (The Payola$)
- Salome Bey, Mark Holmes (Platinum Blonde) e Lorraine Segato (The Parachute Club)

### Membri del coro
Coristi inclusi:
- Liona Boyd
- John Candy
- Tom Cochrane (Red Rider)
- Tommy Hunter
- Martha Johnson
- Eugene Levy
- Frank Mills
- Kim Mitchell
- Oscar Peterson
- Paul Shaffer
- Jane Siberry
- Sylvia Tyson
- Barry Harris
- Catherine O'Hara
- Wayne St. John

### Strumentazione e produzione
- David Foster - Tastiere, Produttore
- Jim Vallance - Batteria, Ingegnere, Produttore Associato
- Paul Dean (Loverboy) - Chitarra
- Steven Denroche - Corno
- Doug Johnson (Loverboy) - Sintetizzatore
- David Sinclair (Straight Lines / Body Electric) - Chitarra acustica
- Hayward Parrott - Ingegnere
- Geoff Turner - Ingegnere
- Bob Rock (The Payola$) - Ingegnere
- Humberto Gatica - Ingegnere Mixing

## Processo di registrazione
Joni Mitchell più tardi parlò con lo scrittore Iain Blair per l'esperienza di registrazione: "So che sembra ridicolo, ma mi è stato letteralmente morendo di fame quando abbiamo fatto la sessione perché il mio insegnante di yoga mi aveva inviato a un dietista psichico che, mentre strofinando il mento e oscillante il suo braccio intorno in un cerchio, aveva diagnosticato un sacco di allergie alimentari. Il risultato è stato, prevedibilmente, che mi è stato appena permesso di mangiare nulla, quindi per il momento sono arrivato con una mela e un tortino di riso, il mio povero stomaco stava facendo tutto questi strani rumori. Poi entrare in studio, e l'ingegnere dice che non può registrare perché ha ricevuto qualche suono strano rombo proveniente dalla mia direzione. (Lei rise) ed è stato tutto abbastanza ironico, considerando la materia".
A un certo punto durante il processo di registrazione, Foster ha avuto anche Neil Young per ri-registrare la sua linea dopo aver cantato piano la parola "innocenza", per cui Young notoriamente con tono scherzoso, "Questo è il mio suono, l'uomo".

## Video
Il video della canzone si apre con riprese da originali rapporto CBC News Brian Stewart sulla carestia, e poi taglia per gli artisti che cantano la canzone in uno studio. Verso la fine del video, filmato appare anche dal 1985 NHL All-Star Game a Calgary, raffigurante la formazione All-Star della Campbell Conference - tra cui Wayne Gretzky - cantare come le onde del pubblico bandiere e striscioni in aria.